# Villeneuve-d'Olmes

Villeneuve-d'Olmes este o comună în departamentul Ariège din sudul Franței. În 1 ianuarie 2022 avea o populație de 962 de locuitori.